# Rod Barry
Rod Barry (ur. 5 grudnia 1971 w stanie Nowy Jork) – amerykański aktor pornograficzny.

## Życiorys

### Wczesne lata
Dorastał w Nowym Jorku i stanie Ohio w rodzinie pochodzenia francusko-kanadyjskiego i irlandzkiego. Służył w Marynarce Wojennej. Początkowo myślał, że zostanie policjantem. Dorabiał w przemyśle szpitalnym. Pracował jako eskorta, model i tancerz w barze dla homoseksualistów. 

### Kariera
W połowie lat 90 został odkryty przez Dirka Yatesa i rozpoczął karierę w gejowskiej branży porno. Wziął udział w sesjach zdjęciowych i był na okładkach magazynów dla gejów - „Honcho” (w lipcu 1997, w sierpniu 2001, w marcu 2002, w lipcu 2002, w czerwcu 2004), „All Man” (w listopadzie 1997, w lipcu 1998), „Jocks” (w styczniu 1998, w październiku 1998, w grudniu 2002, w maju 2006), „Unzipped” (w lutym 1998, w kwietniu 2005), „Torso” (w czerwcu i grudniu 1998), „In Touch for Men” (w grudniu 1999) i „Freshman” (w czerwcu 2002, w sierpniu 2006) i „Mandate” (w listopadzie 2002). 
Brał udział w filmach gejowskich, realizowanych w Los Angeles, Nowym Jorku i San Francisco, m.in. dla wytwórni Falcon Studios, Devil's Film, Legends, White Ghetto i kink.com. Do roku 1996 wystąpił w ponad 100 produkcjach pornograficznych. W 1998 za udział w produkcji All Worlds Video A Lesson Learned (1997) odebrał nagrodę Adult Erotic Gay Video jako najlepszy aktor drugoplanowy, a w 2003 otrzymał nagrodę GayVN za drugoplanową rolę w filmie White Trash (2002). 
W 2006 debiutował jako reżyser Down the Drain. 26 września 2006 gościł w programie Howarda Sterna w Sirius Satellite Radio. 16 lutego 2008 został wprowadzony do Galerii Sław GayVN podczas GAYVN Award Show w San Francisco. 
W styczniu 2009 za pośrednictwem swojego bloga w artykule zatytułowanym Moja walka napisał o swojej dwudziestoletniej walce z alkoholizmem i przejściu na odwyk.

## Nagrody i nominacje
| Rok  | Nagroda                | Kategoria                           | Film                    | Inni wykonawcy | Rezultat  |
| ---- | ---------------------- | ----------------------------------- | ----------------------- | --- | --------- |
| 1997 | Gay Erotic Video Award | Najlepszy debiutant                 | -                       | - | Nominacja |
| 1998 | Gay Erotic Video Award | Najlepszy na topie                  | -                       | - | Nominacja |
| 1998 | Grabby Award           | Najlepszy aktor drugoplanowy        | A Lesson Learned (1997) | - | Wygrana   |
| 1999 | Grabby Award           | Najlepszy aktor drugoplanowy        | A Lesson Learned (1997) | - | Wygrana   |
| 2002 | Grabby Award           | Najlepszy aktor drugoplanowy        | White Trash (2002)      | - | Nominacja |
| 2002 | Grabby Award           | Najlepsza scena seksu w duecie      | White Trash (2002)      | Jake Christian | Nominacja |
| 2002 | Grabby Award           | Najlepsza scena seksu trio          | White Trash (2002)      | Trent Cougar i Luke Pearson | Nominacja |
| 2002 | GayVN Award            | Najlepszy aktor drugoplanowy        | White Trash (2002)      | - | Wygrana   |
| 2004 | GayVN Award            | Najlepsza scena seksu grupowego     | Bolt (2003)             | Theo Blake, Alex LeMonde, Kyle Lewis, Johnny Hazzard, Dillon Press, Troy Punk, Shane Rollins, Rob Romoni, Anthony Shaw i Sebastian Tauza | Wygrana   |
| 2004 | Grabby Award           | Najlepsza scena seksu grupowego     | Bolt (2003)             | Theo Blake, Alex LeMonde, Kyle Lewis, Johnny Hazzard, Dillon Press, Troy Punk, Shane Rollins, Rob Romoni, Anthony Shaw i Sebastian Tauza | Wygrana   |
| 2005 | GayVN Award            | Najlepszy aktor                     | Thirst (2005)           | - | Nominacja |
| 2006 | Grabby Award           | Najgorętszy wszechstronny wykonawca | -                       | - | Wygrana   |
| 2008 | GayVN Award            | Hall of Fame (Sala Sław)            | -                       | - | Wygrana   |